# Torrione del Barco
Il Torrione del Barco è il baluardo difensivo posto più a nord dell'intera cinta muraria di Ferrara

## Storia

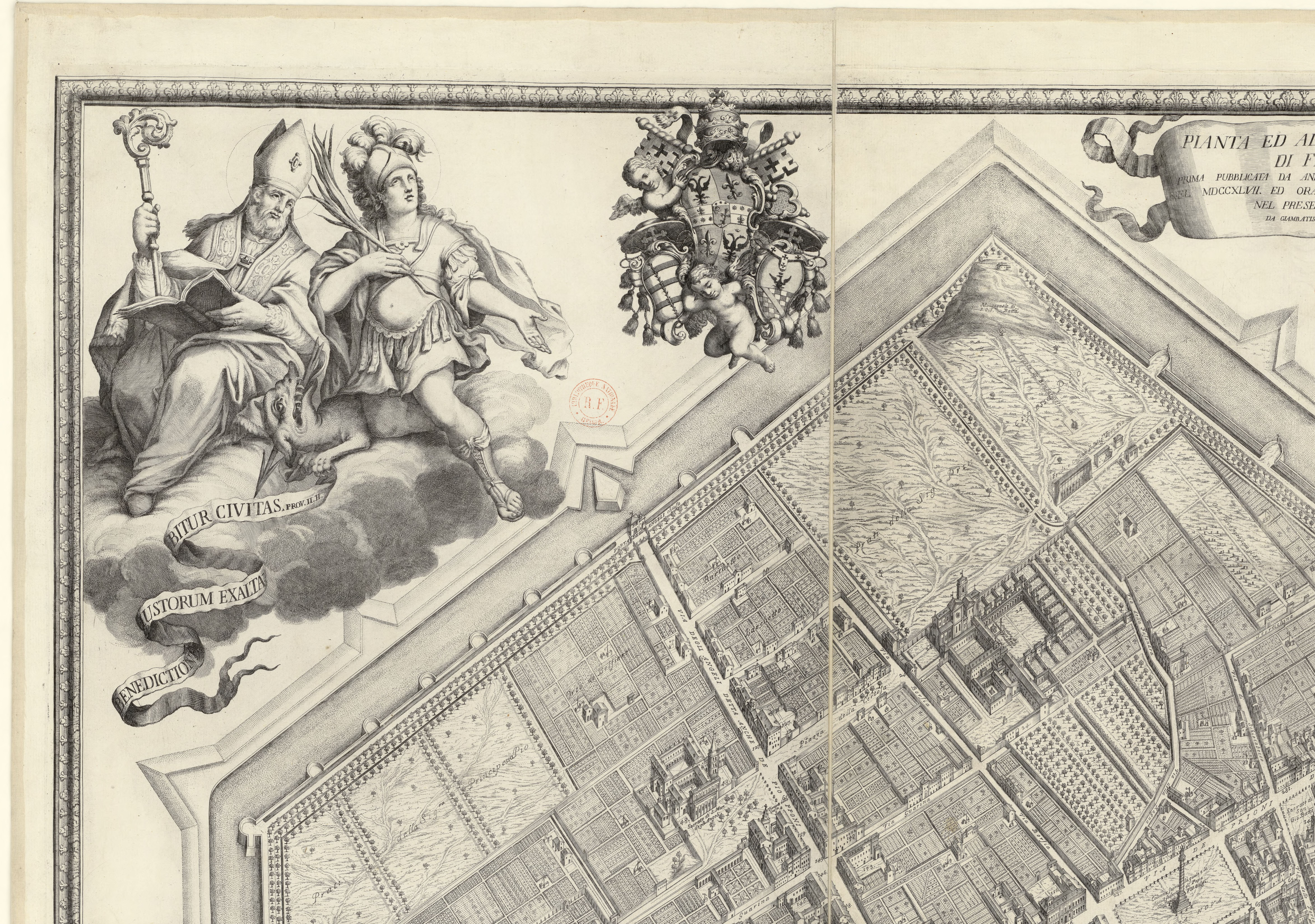
Pianta ed alzato della città di Ferrara di Andrea Bolzoni. Il torrione del Barco è nella parte in basso a sinistra dell'immagine.

Le mura di Ferrara nella loro parte settentrionale vennero costruite per lo più negli anni compresi tra il 1493 ed il 1505 per volontà di Ercole I d'Este. Ebbero come prima motivazione quella di creare una barriera difensiva contro gli attacchi possibili che potevano arrivare, come erano arrivati in passato, dalla Serenissima.
In realtà l'Addizione Erculea, che portò all'enorme estensione dell'area urbana protetta da difese murarie, non ebbe solo uno scopo militare ma un dichiarato intento urbanistico e paesaggistico. Sin dai primi momenti dopo il loro completamento questi nuovi terrapieni difensivi, innalzati sul livello della pianura, divennero anche, nei momenti di pace, un luogo scelto dalla stessa corte estense per lo svago, un altro giardino.

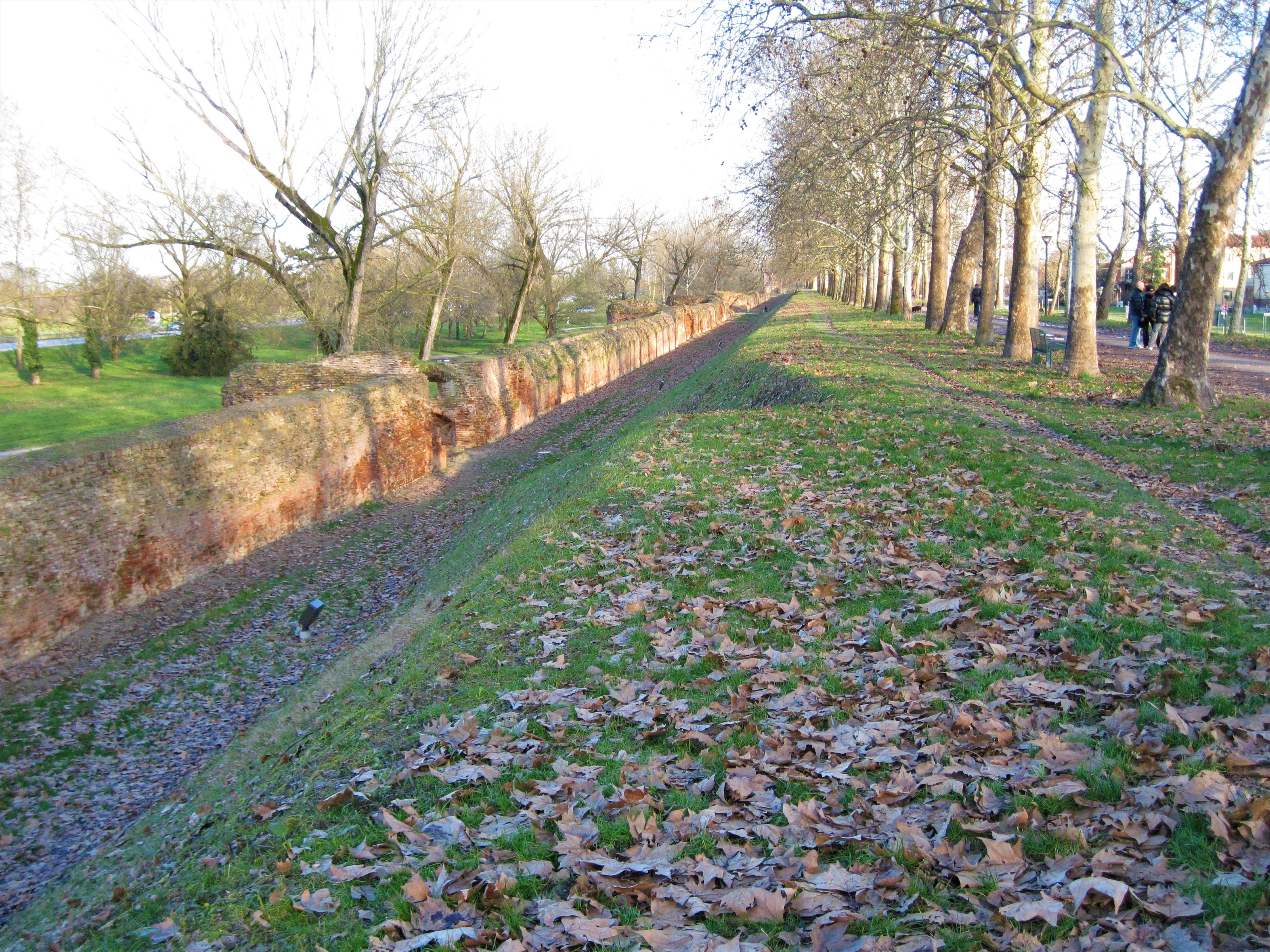
Parte della mura immediatamente a est del torrione del Barco, in direzione della porta degli Angeli.

## Descrizione
Il torrione è costituito da una struttura a forma di torre larga e bassa, del diametro complessivo di ventuno metri e quindi è il più esteso come pianta tra tutti quelli edificati da Biagio Rossetti. La casamatta sotto il piano principale ha una copertura a botte presente anche in altre strutture fortificate nate in quel periodo sulla cinta muraria, come il baluardo di San Tommaso. Vicino sono presenti i resti delle antiche postazioni di difesa. Alla casamatta, dove venivano sistemate le artiglierie pesanti e che erano spostate con un sistema a paranco, si poteva accedere dal piano superiore attraverso una scala. Nella situazione recente mancano i merli che in origine ornavano le strutture superiori. Esternamente conserva ancora piccoli segmenti del cordolo originale del XV secolo tipico delle strutture difensive di Rossetti. Strutturalmente ricorda moltissimo il torrione di San Giovanni, che tuttavia è conservato in miglior stato non avendo subito i danneggiamenti prodotti dai bombardamenti della seconda guerra mondiale né l'asportazione vandalica di materiali da costruzione nell'immediato dopoguerra. Interessante da notare è la tecnica costruttiva adottata nelle mura meridionali, nelle quali la struttura in muratura non è direttamente appoggiata al terrapieno interno ma esiste un fossato che li separa.

## Patrimonio dell'umanità
L'intero percorso della mura di Ferrara, che comprende anche il torrione, viene ricordato tra i criteri di iscrizione della città ai siti patrimonio mondiale dell'umanità con l'inserimento nel Patrimonio mondiale UNESCO rispettivamente a Berlino nel 1995 e a Marrakech nel 1999.

## Area verde
Il torrione, sin dalla sua nascita, non fu solo una struttura militare ma venne utilizzato dalla popolazione, come quasi tutte le mura di Ferrara, anche come un giardino cittadino. Interventi di recupero nel XX e nel XXI secolo lo hanno reso maggiormente fruibile pure dal punto di vista ricreativo e turistico pure nel vallo esterno che lo circonda. Esiste un percorso ciclopedonale che permette di fruire di quest'area esterna alle mura e che la collega al vicino parco urbano Giorgio Bassani.